# Firmicus strandi
Firmicus strandi är en spindelart som beskrevs av Lodovico di Caporiacco 1947. Firmicus strandi ingår i släktet Firmicus och familjen krabbspindlar. Inga underarter finns listade i Catalogue of Life.